# Jan Johansson
|  | «Jan Johansson» redirigeix aquí. Vegeu-ne altres significats a «Jan Johansson (desambiguació)». |

Jan Johansson   (Småland, 1942) és un ex-pilot de motocròs suec que destacà en competició internacional durant la dècada de 1960, essent un dels habituals als podis del Campionat del Món de motocròs durant anys. Al llarg de la seva carrera va córrer més de 750 curses i hi assolí 250 victòries.

## Resum biogràfic
Conegut familiarment com a "Janne J", Jan Johansson es va interessar per les motos a una edat primerenca. El 1959, a 17 anys, es va comprar la seva primera Husqvarna, una Silver Arrow, i hi va debutar en una cursa a Uddevalla. La seva segona cursa, a Vetlanda (prop de la seva ciutat natal), ja la va guanyar. Més tard, va aconseguir un cilindre especial a la fàbrica de Husqvarna per a la seva moto, tan bo que li va permetre de guanyar les seves següents 11 curses. Aquests èxits el feren pujar a la categoria sènior a només 18 anys.
El 1961 va disputar el seu primer Gran Premi del mundial de 250 cc, el de Suècia, celebrat al circuit de Knutstorp, prop de Hyllinge (Escània). Hi va córrer amb una Husqvarna de fàbrica amb doble tub d'escapament i hi va acabar sisè, aconseguint així el seu primer punt al mundial. El 1962, l'enginyer Göte Lindström el va fitxar com a pilot de les seves conegudes motocicletes, les Lindström, creades a partir de motors Husqvarna millorats, sovint muntats en xassissos també Husqvarna. Amb aquesta moto, el 1963 quedà quart (tercer per punts) al Gran Premi d'Espanya de 250cc, celebrat al circuit de Pedralbes. Aquella temporada aconseguí dos tercers llocs més, concretament als Grans Premis dels Països Baixos i de Txecoslovàquia, i acabà cinquè al mundial. A només 21 anys, aquest èxit li valgué la Medalla i el Trofeu d'or de la FIM.
El 1964, aconseguí un tercer lloc al Gran Premi de Bèlgica i formà part de l'equip suec que guanyà el Trophée des Nations, disputat a Markelo. De cara a 1965, canvià a la categoria dels 500 cc, on competint amb la Lindström 351 cc aconseguí un quart lloc al Gran Premi de Finlàndia i va estar a punt de guanyar la primera mànega del de Suècia, disputat al circuit de Knutstorp. A la darrera volta, però, patí una avaria mecànica que li ho impedí. El 1966, finalment, guanyà el seu primer i únic Gran Premi, el de Suècia, a Hedemora. Aquella temporada, a més, fou segon al Gran Premi de Luxemburg i va guanyar el Campionat de Suècia de motocròs de 500cc, per davant de Torsten Hallman. En aquella època, Johansson treballava a la cadena de muntatge de Husqvarna.
El 1968, Johansson va deixar Lindström per tornar a Husqvarna. Des d'aleshores, a banda de competir fou pilot provador a la fàbrica i es va encarregar de provar, entre altres coses, les noves forquilles especials que es van fer servir a la Baja 1000 el 1969 (on guanyà Gunnar Nilsson amb la Husqvarna). Actualment, Johansson viu a Habo, al Comtat de Jönköping.

## Palmarès al Campionat del Món de Motocròs
Font:
| Any  | Motocicleta | Campionat del Món | Campionat del Món |
| Any  | Motocicleta | 500cc             | 250cc             |
| ---- | ----------- | ----------------- | ----------------- |
| 1961 | Husqvarna   | -                 | 21è               |
| 1962 | Husqvarna   | -                 | 31è               |
| 1963 | Lindström   | -                 | 5è                |
| 1964 | Lindström   | -                 | 12è               |
| 1965 | Lindström   | 14è               | -                 |
| 1966 | Lindström   | 6è                | -                 |
| 1967 | Lindström   | 11è               | -                 |
| 1968 | Husqvarna   | 25è               | -                 |
| 1969 | Husqvarna   | 11è               | -                 |
| 1970 | Husqvarna   | 17è               | -                 |
| 1971 | Husqvarna   | 11è               | -                 |
| 1972 | Husqvarna   | 26è               | -                 |